# Grus primigenia
 (août 2017).
Si vous disposez d'ouvrages ou d'articles de référence ou si vous connaissez des sites web de qualité traitant du thème abordé ici, merci de compléter l'article en donnant les références utiles à sa vérifiabilité et en les liant à la section « Notes et références ».
Espèce
La Grande Grue des cavernes (Grus primigenia) est une espèce d'oiseau aujourd'hui éteint qui vivait en Europe.

## Point systématique
Le statut d'espèce de Grus primigenia fait l'objet de débat. Les restes squelettiques qui lui sont attribués laissent entendre qu'il s'agit d'un oiseau de grande taille comme la grue blanche, la grue du Japon, la grue de Sibérie et la grue Antigone. Certains auteurs pensent que la grande grue des cavernes est la grue Antigone actuelle, d'autres la considère comme espèce à part entière.

## Répartition et disparition
La grande grue des cavernes a été citée pour la première fois à partir d'un gisement anglais du Pléistocène moyen. Elle est signalée dans 8 gisements du Sud-Ouest de la France datés du Magdalénien au Tardiglaciaire. Non signalé en France pendant l'holocène, Grus primigenia a été signalé à cette période en Allemagne[réf. nécessaire]. La présence de l'espèce est attestée en Angleterre à l'âge du fer et l'espèce aurait pu perdurer jusqu'au début de l'ère chrétienne.[réf. nécessaire]
Bien que l'on n'en ait pas de preuve, il est bien possible que cet oiseau de 1,80 m et pesant jusqu'à 12 kg a disparu à cause de la chasse.